# Vanessa Baden
Vanessa Jennifer Baden (Manhattan Beach, 8 september 1985) is een Amerikaans actrice, bekend door haar rol als Kyra Rockmore in de televisieserie Kenan and Kel. Ze was ook te zien in Gullah Gullah Island. In 2004 won ze de Florida District Miss Black and Gold Pageant.

## Filmografie
- Two Heads Are Better Than None - (2000)
- Rosewood - (1997)
- Figure It Out" - (1997)
- Kenan & Kel - (1996-2000)
- Ocean - (1996)
- Gullah Gullah Island - (1994)
- My Brother and Me - (1994)